# Cincinnati Open 2012 - Qualificazioni singolare femminile
Le qualificazioni del singolare femminile del Cincinnati Open 2012 sono state un torneo di tennis preliminare per accedere alla fase finale della manifestazione. I vincitori dell'ultimo turno sono entrati di diritto nel tabellone principale. In caso di ritiro di uno o più giocatori aventi diritto a questi sono subentrati i lucky loser, ossia i giocatori che hanno perso nell'ultimo turno ma che avevano una classifica più alta rispetto agli altri partecipanti che avevano comunque perso nel turno finale.

## Giocatrici

### Teste di serie
1. Jaroslava Švedova (qualificata)
2. Urszula Radwańska (qualificata)
3. Vania King (qualificata)
4. Galina Voskoboeva (ritirata)
5. Iveta Benešová (primo turno)
6. Sílvia Soler Espinosa (primo turno)
7. Arantxa Rus (primo turno)
8. Tímea Babos (ultimo turno, Lucky Loser)
9. Lucie Hradecká (primo turno)
10. Bojana Jovanovski (primo turno)
11. Coco Vandeweghe (primo turno)
12. Lourdes Domínguez Lino (primo turno)

1. Anne Keothavong (primo turno)
2. Anna Tatišvili (ultimo turno, Lucky Loser)
3. Kiki Bertens (qualificata)
4. Ol'ga Govorcova (ultimo turno)
5. Irina-Camelia Begu (ultimo turno)
6. Melinda Czink (ultimo turno)
7. Laura Robson (ultimo turno)
8. Andrea Hlaváčková (qualificata)
9. Pauline Parmentier (primo turno)
10. Johanna Larsson (qualificata)
11. Kateryna Bondarenko (ultimo turno)
12. Garbiñe Muguruza Blanco (primo turno)

## Qualificate
1. Jaroslava Švedova
2. Urszula Radwańska
3. Vania King
4. Akgul Amanmuradova
5. Johanna Larsson
6. Kiki Bertens

1. Sesil Karatančeva
2. Madison Keys
3. Casey Dellacqua
4. Andrea Hlaváčková
5. Eléni Daniilídou
6. Bethanie Mattek-Sands

### Lucky Losers
1. Tímea Babos
2. Anna Tatišvili

## Tabellone qualificazioni

### Sezione 1
|  | Primo turno | Primo turno       | Primo turno       | Primo turno | Primo turno |  |  | Ultimo turno | Ultimo turno      | Ultimo turno      | Ultimo turno | Ultimo turno |  |
|  |             |                   |                   |             |             |  |  |              |                   |                   |              |              |  |
|  | 1           | Jaroslava Švedova | Jaroslava Švedova | 6           | 6           |  |  |              |                   |                   |              |              |  |
|  | WC          | Lauren Davis      | Lauren Davis      | 3           | 2           |  |  | 1            | Jaroslava Švedova | Jaroslava Švedova | 7            | 6            |  |
|  | WC          | Nicole Gibbs      | Nicole Gibbs      | 2           | 68          |  |  | 14           | Anna Tatišvili    | Anna Tatišvili    | 5            | 2            |  |
|  | 14          | Anna Tatišvili    | Anna Tatišvili    | 6           | 7           |  |  |              |                   |                   |              |              |  |

### Sezione 2
|  | Primo turno | Primo turno       | Primo turno       | Primo turno | Primo turno |  |  | Ultimo turno | Ultimo turno      | Ultimo turno      | Ultimo turno | Ultimo turno |  |
|  |             |                   |                   |             |             |  |  |              |                   |                   |              |              |  |
|  | 2           | Urszula Radwańska | Urszula Radwańska | 6           | 6           |  |  |              |                   |                   |              |              |  |
|  |             | Mirjana Lučić     | Mirjana Lučić     | 2           | 2           |  |  | 2            | Urszula Radwańska | Urszula Radwańska | 6            | 6            |  |
|  |             | Vera Duševina     | 2                 | 6           | 4           |  |  | 19           | Laura Robson      | Laura Robson      | 3            | 2            |  |
|  | 19          | Laura Robson      | 6                 | 3           | 6           |  |  |              |                   |                   |              |              |  |

### Sezione 3
|  | Primo turno | Primo turno        | Primo turno        | Primo turno | Primo turno |  |  | Ultimo turno | Ultimo turno       | Ultimo turno | Ultimo turno | Ultimo turno |  |
|  |             |                    |                    |             |             |  |  |              |                    |              |              |              |  |
|  | 3           | Vania King         | Vania King         | 6           | 6           |  |  |              |                    |              |              |              |  |
|  |             | Kimiko Date-Krumm  | Kimiko Date-Krumm  | 4           | 4           |  |  | 3            | Vania King         | 3            | 6            | 7            |  |
|  |             | Julia Cohen        | Julia Cohen        | 4           | 2           |  |  | 17           | Irina-Camelia Begu | 6            | 3            | 5            |  |
|  | 17          | Irina-Camelia Begu | Irina-Camelia Begu | 6           | 6           |  |  |              |                    |              |              |              |  |

### Sezione 4
|  | Primo turno | Primo turno        | Primo turno        | Primo turno | Primo turno |  |  | Ultimo turno       | Ultimo turno       | Ultimo turno       | Ultimo turno | Ultimo turno |  |
|  |             |                    |                    |             |             |  |  |                    |                    |                    |              |              |  |
|  | Alt         | Jana Čepelová      | Jana Čepelová      | 3           | 1           |  |  |                    |                    |                    |              |              |  |
|  |             | Karolína Plíšková  | Karolína Plíšková  | 6           | 6           |  |  | Karolína Plíšková  | Karolína Plíšková  | Karolína Plíšková  | 3            | 2            |  |
|  |             | Akgul Amanmuradova | Akgul Amanmuradova | 6           | 6           |  |  | Akgul Amanmuradova | Akgul Amanmuradova | Akgul Amanmuradova | 6            | 6            |  |
|  | 21          | Pauline Parmentier | Pauline Parmentier | 4           | 3           |  |  |                    |                    |                    |              |              |  |

### Sezione 5
|  | Primo turno | Primo turno     | Primo turno     | Primo turno | Primo turno |  |  | Ultimo turno | Ultimo turno    | Ultimo turno    | Ultimo turno | Ultimo turno |  |
|  |             |                 |                 |             |             |  |  |              |                 |                 |              |              |  |
|  | 5           | Iveta Benešová  | 1               | 7           | 3           |  |  |              |                 |                 |              |              |  |
|  |             | Alexa Glatch    | 6               | 62          | 6           |  |  |              | Alexa Glatch    | Alexa Glatch    | 2            | 2            |  |
|  | WC          | Komal Safdar    | Komal Safdar    | 1           | 1           |  |  | 22           | Johanna Larsson | Johanna Larsson | 6            | 6            |  |
|  | 22          | Johanna Larsson | Johanna Larsson | 6           | 6           |  |  |              |                 |                 |              |              |  |

### Sezione 6
|  | Primo turno | Primo turno           | Primo turno           | Primo turno | Primo turno |  |  | Ultimo turno | Ultimo turno     | Ultimo turno     | Ultimo turno | Ultimo turno |  |
|  |             |                       |                       |             |             |  |  |              |                  |                  |              |              |  |
|  | 6           | Sílvia Soler Espinosa | Sílvia Soler Espinosa | 3           | 5           |  |  |              |                  |                  |              |              |  |
|  |             | Julija Putinceva      | Julija Putinceva      | 6           | 7           |  |  |              | Julija Putinceva | Julija Putinceva | 3            | 3            |  |
|  |             | Aravane Rezaï         | 3                     | 7           | 4           |  |  | 15           | Kiki Bertens     | Kiki Bertens     | 6            | 6            |  |
|  | 15          | Kiki Bertens          | 6                     | 63          | 6           |  |  |              |                  |                  |              |              |  |

### Sezione 7
|  | Primo turno | Primo turno       | Primo turno     | Primo turno | Primo turno |  |  | Ultimo turno | Ultimo turno      | Ultimo turno | Ultimo turno | Ultimo turno |  |
|  |             |                   |                 |             |             |  |  |              |                   |              |              |              |  |
|  | 7           | Arantxa Rus       | 6               | 5           | 0           |  |  |              |                   |              |              |              |  |
|  |             | Sesil Karatančeva | 3               | 7           | 6           |  |  |              | Sesil Karatančeva | 3            | 7            | 6            |  |
|  | WC          | Jill Craybas      | Jill Craybas    | 3           | 2           |  |  | 16           | Ol'ga Govorcova   | 6            | 5            | 0            |  |
|  | 16          | Ol'ga Govorcova   | Ol'ga Govorcova | 6           | 6           |  |  |              |                   |              |              |              |  |

### Sezione 8
|  | Primo turno | Primo turno      | Primo turno   | Primo turno | Primo turno |  |  | Ultimo turno | Ultimo turno | Ultimo turno | Ultimo turno | Ultimo turno |  |
|  |             |                  |               |             |             |  |  |              |              |              |              |              |  |
|  | 8           | Tímea Babos      | Tímea Babos   | 6           | 6           |  |  |              |              |              |              |              |  |
|  |             | Lesja Curenko    | Lesja Curenko | 2           | 4           |  |  | 8            | Tímea Babos  | Tímea Babos  | 3            | 0            |  |
|  | WC          | Madison Keys     | 7             | 3           | 6           |  |  | WC           | Madison Keys | Madison Keys | 6            | 6            |  |
|  | 24          | Garbiñe Muguruza | 65            | 6           | 1           |  |  |              |              |              |              |              |  |

### Sezione 9
|  | Primo turno | Primo turno     | Primo turno     | Primo turno | Primo turno |  |  | Ultimo turno | Ultimo turno    | Ultimo turno    | Ultimo turno | Ultimo turno |  |
|  |             |                 |                 |             |             |  |  |              |                 |                 |              |              |  |
|  | 9           | Lucie Hradecká  | Lucie Hradecká  | 3           | 1           |  |  |              |                 |                 |              |              |  |
|  |             | Casey Dellacqua | Casey Dellacqua | 6           | 6           |  |  |              | Casey Dellacqua | Casey Dellacqua | 6            | 7            |  |
|  |             | Melanie Oudin   | Melanie Oudin   | 3           | 4           |  |  | 18           | Melinda Czink   | Melinda Czink   | 4            | 62           |  |
|  | 18          | Melinda Czink   | Melinda Czink   | 6           | 6           |  |  |              |                 |                 |              |              |  |

### Sezione 10
|  | Primo turno | Primo turno       | Primo turno       | Primo turno | Primo turno |  |  | Ultimo turno | Ultimo turno      | Ultimo turno | Ultimo turno | Ultimo turno |  |
|  |             |                   |                   |             |             |  |  |              |                   |              |              |              |  |
|  | 10          | Bojana Jovanovski | 3                 | 6           | 62          |  |  |              |                   |              |              |              |  |
|  |             | Olivia Rogowska   | 6                 | 2           | 7           |  |  |              | Olivia Rogowska   | 7            | 4            | 4            |  |
|  |             | Jarmila Gajdošová | Jarmila Gajdošová | 3           | 64          |  |  | 20           | Andrea Hlaváčková | 65           | 6            | 6            |  |
|  | 20          | Andrea Hlaváčková | Andrea Hlaváčková | 6           | 7           |  |  |              |                   |              |              |              |  |

### Sezione 11
|  | Primo turno | Primo turno         | Primo turno         | Primo turno | Primo turno |  |  | Ultimo turno | Ultimo turno        | Ultimo turno        | Ultimo turno | Ultimo turno |  |
|  |             |                     |                     |             |             |  |  |              |                     |                     |              |              |  |
|  | 11          | Coco Vandeweghe     | Coco Vandeweghe     | 3           | 62          |  |  |              |                     |                     |              |              |  |
|  |             | Eléni Daniilídou    | Eléni Daniilídou    | 6           | 7           |  |  |              | Eléni Daniilídou    | Eléni Daniilídou    | 6            | 7            |  |
|  |             | Chang Kai-chen      | Chang Kai-chen      | 5           | 4           |  |  | 23           | Kateryna Bondarenko | Kateryna Bondarenko | 3            | 62           |  |
|  | 23          | Kateryna Bondarenko | Kateryna Bondarenko | 7           | 6           |  |  |              |                     |                     |              |              |  |

### Sezione 12
|  | Primo turno | Primo turno            | Primo turno            | Primo turno | Primo turno |  |  | Ultimo turno | Ultimo turno          | Ultimo turno | Ultimo turno | Ultimo turno |  |
|  |             |                        |                        |             |             |  |  |              |                       |              |              |              |  |
|  | 12          | Lourdes Domínguez Lino | Lourdes Domínguez Lino | 3           | 3           |  |  |              |                       |              |              |              |  |
|  | WC          | Bethanie Mattek-Sands  | Bethanie Mattek-Sands  | 6           | 6           |  |  | WC           | Bethanie Mattek-Sands | 1            | 7            | 6            |  |
|  |             | Chan Yung-jan          | 6                      | 4           | 6           |  |  |              | Chan Yung-jan         | 6            | 5            | 3            |  |
|  | 13          | Anne Keothavong        | 3                      | 6           | 0           |  |  |              |                       |              |              |              |  |